# Камрар
Камрар (енгл. Kamrar) град је у америчкој савезној држави Ајова. По попису становништва из 2010. у њему је живело 199 становника.

## Демографија
Према попису становништва из 2010. у граду је живело 199 становника, што је -30 (-13.1%) становника више него 2000. године.
| Група             | 2000.       | 2010.       |
| Белци             | 218 (95,2%) | 192 (96,5%) |
| Афроамериканци    | 0 (0,0%)    | 0 (0,0%)    |
| Азијати           | 3 (1,3%)    | 4 (2,0%)    |
| Хиспаноамериканци | 1 (0,4%)    | 0 (0,0%)    |
| Укупно            | 229         | 199         |